# Тимошенко Леонід Васильович
Тимошенко Леонід Васильович (6 травня 1921 — 25 листопада 2004) — член-кореспондент Академії медичних наук України, обраний 5 квітня 1993 за спеціальністю акушерство і гінекологія, член-кореспондент АМН СРСР (1974), член-кореспондент АМН Росії (1991), член-кореспондент НАН України (1992), академік Української академії наук національного прогресу (1992), доктор медичних наук (1958), професор (1960).

## Біографія
- 1948 р. — закінчив Київський медичний інститут.
- 1962–1972 рр. — завідувач кафедри акушерства і гінекології Львівського медичного інституту.
- 1972–1993 рр. — завідувач кафедри акушерства і гінекології Київського інституті вдосконалення лікарів.
- 1995–1999 рр. — професор кафедри військової хірургії військово-медичного інституту військово-медичної академії МО України.
- 1996–2004 рр. — професор-консультант Київського обласного центру охорони здоров'я матері та дитини.

Учасник Великої Вітчизняної війни, брав участь у ліквідації наслідків аварії на Чорнобильській АЕС

## Наукові досягнення
Його кандидатська дисертація і монографія, присвячені визначенню ролі резус-факторів у виникненні гемолітичної хвороби новонароджених, а також докторська дисертація і монографія з проблем нейрогуморальної регуляції скоротливої діяльності матки та корекції її слабкості стали настільними книгами для ряду поколінь фахівців, заклали міцну основу для подальших досліджень, мали великий резонанс у вітчизняній і зарубіжній пресі.
Мабуть, неможливо знайти акушера-гінеколога, який би не знав праць Л. В. Тимошенка. Їх майже 700, серед них 23 монографії та навчальні посібники, 70 методичних рекомендацій та інформаційних листків з найважливіших питань акушерства і гінекології, затверджених МОЗ України і впроваджених в акушерсько-гінекологічну практику, розділи у підручниках і довідниках. Такі монографії, як «Акушерська ендокринологія», «Слабкість родової діяльності», «Організація медичного обслуговування жінок у сільській місцевості», «Використання променів лазера в акушерстві і гінекології», стали першими публікаціями з цієї тематики в колишньому СРСР і в Україні.
Л. В. Тимошенко створив свою наукову школу в галузі акушерства і гінекології, підготував 21 доктора і 91 кандидата медичних наук. Чимало учнів вченого очолили кафедри акушерства і гінекології провідних вузів України, працюють доцентами, асистентами, завідувачами відділень.
Протягом багатьох років Л. В. Тимошенко виконував велику за обсягом редакційну роботу як заступник головного редактора журналу «Педіатрія, акушерство та гінекологія», член редакційних рад журналів «Акушерство и гинекология» (Москва, Софія), редактор відділу ВМЕ та ін. Він — почесний член Спілки журналістів України.

## Нагороди і почесні звання
Його відзначено багатьма державними нагородами (з них 14 — бойових). Лауреат Державної премії ім. В. Ф. Снегірьова (1975), нагороджений медаллю Земельвейса, дипломами наукових товариств Придунайських держав, Болгарії тощо, має ряд почесних відзнак за наукові досягнення.